# يل سويي
يل سويي (بالإنجليزية: Yelsui)‏ هي قرية تقع في أردبيل في إيران. يقدر عدد سكانها بـ 229 نسمة بحسب إحصاء 2016.